# Campeonato Sul-Americano de Clubes de Voleibol Masculino de 2014
O Campeonato Sul-Americano de Clubes de Voleibol Masculino de 2014 é a décima quarta edição do torneio organizado anualmente pela CSV. Será disputado entre os  dias 19 a 23 de fevereiro no Arena Juscelino Kubitschek, na época batizado de Arena Vivo Minas, localizado na cidade de Belo Horizonte- Brasil e a equipe campeã  foi o Sada Cruzeiro e  alcançou a promoção ao Campeonato Mundial de Clubes de 2014 realizado  entre 5 a  10 de maio, também sediado em Belo Horizonte no Brasil., e o Jogador Mais Valioso (MVP) foi o brasileiro Wallace de Souza, atleta da equipe campeã da edição

## Formato de disputa
As oito equipes qualificadas foram dispostas em dois grupos de quatro equipes, correspondente a fase classificatória,  na qual todas as equipes se enfrentaram entre si (dentro de seus grupos) em turno único. As duas primeiras colocadas de cada grupo se classificaram para a fase semifinal, na qual se enfrentaram em cruzamento olímpico.
Os times vencedores das semifinais se enfrentaram na partida final, que definiu o campeão; já as equipes derrotadas nas semifinais decidirão a terceira posição grupo (Perdedor do Jogo 11 x Perdedor do Jogo 12) e as equipes eliminadas antes da fase semifinal disputaram o quinto lugar (3ºA x 3º B),  e a disputar de sétimo lugar (4ºA e 4ºB).
Para a classificação dentre dos grupos na primeira fase, o placar de 3-0 ou 3-1 garantirá três pontos para a equipe vencedora e nenhum para a equipe derrotada; já o placar de 3-2 garantirá dois pontos para a equipe vencedora e um para a perdedora.

## Equipes participantes
As seguintes equipes foram qualificadas para a disputa do Campeonato Sul-Americano de Clubes de 2014:
| Equipe                     | País      | Qualificação                                                |
| -------------------------- | --------- | ----------------------------------------------------------- |
| Vivo/Minas                 | Brasil    | Representante da Cidade-Sede                                |
| Boca Río Uruguay Seguros   | Argentina | Campeão do Torneio Classificatório Sul-Americano de 2014    |
| Club Liga Nacional do Peru | Peru      | Seleção Peruana Masulina Sub-23 - Representante do Peru     |
| Nacional                   | Uruguai   | Campeão da Super Liga Uruguaia de Voleibol de 2013          |
| Club ADO do Chile          | Chile     | Representante do Chile                                      |
| Sada Cruzeiro              | Brasil    | Campeão da Copa Brasil de 2014                              |
| UPCN/San Juan              | Argentina | Campeão da Liga A1 Argentina 2012-13                        |
| ULa Salle                  | Bolívia   | Representante Boliviano após desistência do campeão de 2013 |

## Primeira fase

### Grupo A
Classificação
|     |                            |     | Jogos | Jogos | Jogos | Pontos | Pontos | Pontos | Sets | Sets | Sets  |
| Pos | Equipe                     | Pts | T     | V     | D     | V      | P      | R      | V    | P    | R     |
| --- | -------------------------- | --- | ----- | ----- | ----- | ------ | ------ | ------ | ---- | ---- | ----- |
| 1   | UPCN/San Juan              | 8   | 3     | 3     | 0     | 262    | 179    | 1.464  | 9    | 2    | 4.500 |
| 2   | Boca Río Uruguay Seguros   | 7   | 3     | 2     | 1     | 155    | 114    | 1.360  | 8    | 3    | 2.667 |
| 3   | Club Liga Nacional do Peru | 3   | 3     | 1     | 2     | 200    | 233    | 0.858  | 3    | 7    | 0.429 |
| 4   | ULa Salle                  | 0   | 3     | 0     | 3     | 153    | 250    | 0.612  | 1    | 9    | 0.111 |

Resultados
- Horários UTC-03:00

| Data   | Hora  |                            | Placar |                            | Set 1 | Set 2 | Set 3 | Set 4 | Set 5 | Total | Relatório |
| ------ | ----- | -------------------------- | ------ | -------------------------- | ----- | ----- | ----- | ----- | ----- | ----- | --------- |
| 19 fev | 15:00 | Boca Río Uruguay Seguros   | 3–0    | Club Liga Nacional do Peru | 25-20 | 25-17 | 25-18 |       |       | 75–0  | 75-55     |
| 19 fev | 21:30 | UPCN/San Juan              | 3–0    | ULa Salle                  | 25-10 | 25-9  | 25-11 |       |       | 75–0  | 75-30     |
| 20 fev | 15:00 | Boca Río Uruguay Seguros   | 3–0    | ULa Salle                  | 25-11 | 25-13 | 25-16 |       |       | 75–0  | 75-40     |
| 20 fev | 21:00 | UPCN/San Juan              | 3–0    | Club Liga Nacional do Peru | 25-14 | 25-9  | 25-22 |       |       | 75–0  | 75-45     |
| 21 fev | 17:00 | Club Liga Nacional do Peru | 3–1    | ULa Salle                  | 25-19 | 25-27 | 25-21 | 25-16 |       | 100–0 | 100-83    |
| 21 fev | 21:00 | Boca Río Uruguay Seguros   | 2–3    | UPCN/San Juan              | 25-22 | 18-25 | 25-23 | 25-27 | 11-15 | 104–0 | 104-112   |

### Grupo B
Classificação
|     |                   |     | Jogos | Jogos | Jogos | Pontos | Pontos | Pontos | Sets | Sets | Sets  |
| Pos | Equipe            | Pts | T     | V     | D     | V      | P      | R      | V    | P    | R     |
| --- | ----------------- | --- | ----- | ----- | ----- | ------ | ------ | ------ | ---- | ---- | ----- |
| 1   | Sada Cruzeiro     | 9   | 3     | 3     | 0     | 248    | 157    | 1.580  | 9    | 1    | 9,000 |
| 2   | Vivo/Minas        | 6   | 3     | 2     | 1     | 235    | 184    | 1.277  | 7    | 3    | 2.333 |
| 3   | Club ADO do Chile | 3   | 3     | 1     | 2     | 163    | 197    | 0.827  | 3    | 6    | 0.500 |
| 4   | Nacional          | 0   | 3     | 0     | 3     | 117    | 225    | 0.520  | 0    | 9    | 0,000 |

Resultados
- Horários UTC-03:00

| Data   | Hora  |               | Placar |                   | Set 1 | Set 2 | Set 3 | Set 4 | Set 5 | Total | Relatório |
| ------ | ----- | ------------- | ------ | ----------------- | ----- | ----- | ----- | ----- | ----- | ----- | --------- |
| 19 fev | 17:00 | Sada Cruzeiro | 3–0    | Nacional          | 25-12 | 25-12 | 25-8  |       |       | 75–0  | 75-32     |
| 19 fev | 19:30 | Vivo/Minas    | 3–0    | Club ADO do Chile | 25-18 | 25-15 | 25-15 |       |       | 75–0  | 75-48     |
| 20 fev | 17:00 | Sada Cruzeiro | 3–0    | Club ADO do Chile | 25-12 | 25-18 | 25-10 |       |       | 75–0  | 75-40     |
| 20 fev | 19:30 | Vivo/Minas    | 3–0    | Nacional          | 25-16 | 25-12 | 25-10 |       |       | 75–0  | 75-38     |
| 21 fev | 15:00 | Nacional      | 0–3    | Club ADO do Chile | 15-25 | 13-25 | 19-25 |       |       | 47–0  | 47-75     |
| 21 fev | 19:00 | Vivo/Minas    | 1–3    | Sada Cruzeiro     | 25-22 | 17-25 | 19-25 | 24-26 |       | 85–0  | 85-98     |

## Finais
- Horários UTC-03:00

|  | Semifinais               | Semifinais              |   |                         | Final                    | Final |  |
|  |                          |                         |   |                         |                          |       |  |
|  | 22 de fevereiro - 21:00  |                         |   |                         |                          |       |  |
|  | UPCN/San Juan            | 3                       |   |                         |                          |       |  |
|  | Vivo/Minas               | 2                       |   |                         |                          |       |  |
|  |                          |                         |   |                         |                          |       |  |
|  |                          |                         |   |                         | 23 de fevereiro - 20:30  |       |  |
|  |                          |                         |   |                         | UPCN/San Juan            | 2     |  |
|  |                          | Sada Cruzeiro           | 3 |                         |                          |       |  |
|  |                          |                         |   |                         |                          |       |  |
|  |                          |                         |   |                         |                          |       |  |
|  |                          |                         |   |                         | Terceiro lugar           |       |  |
|  | 22 de fevereiro - 19:00  | 22 de fevereiro - 19:00 |   | 23 de fevereiro - 17:30 | 23 de fevereiro - 17:30  |       |  |
|  | Sada Cruzeiro            | 3                       |   | Vivo/Minas              | 3                        |       |  |
|  | Boca Río Uruguay Seguros | 0                       |   |                         | Boca Río Uruguay Seguros | 0     |  |

### Fase Semifinal

#### Classificação de 7º e 8º
Resultado
- Horário UTC-03:00

| Data   | Hora  |           | Placar |          | Set 1 | Set 2 | Set 3 | Set 4 | Set 5 | Total | Relatório |
| ------ | ----- | --------- | ------ | -------- | ----- | ----- | ----- | ----- | ----- | ----- | --------- |
| 22 fev | 15:00 | ULa Salle | 1–3    | Nacional | 22-25 | 25-22 | 18-25 | 23-25 |       | 88–0  | 88-97     |

#### Classificação  de 5º e 6º
Resultado
- Horários UTC-03:00

| Data   | Hora  |                            | Placar |                   | Set 1 | Set 2 | Set 3 | Set 4 | Set 5 | Total | Relatório |
| ------ | ----- | -------------------------- | ------ | ----------------- | ----- | ----- | ----- | ----- | ----- | ----- | --------- |
| 22 fev | 17:00 | Club Liga Nacional do Peru | 0–3    | Club ADO do Chile | 20-25 | 21-25 | 25-27 |       |       | 66–0  | 66-77     |

#### Semifinalistas
Resultados
- Horários UTC-03:00

| Data   | Hora  |               | Placar |                          | Set 1 | Set 2 | Set 3 | Set 4 | Set 5 | Total | Relatório |
| ------ | ----- | ------------- | ------ | ------------------------ | ----- | ----- | ----- | ----- | ----- | ----- | --------- |
| 22 fev | 19:00 | Sada Cruzeiro | 3–0    | Boca Río Uruguay Seguros | 25-16 | 25-16 | 25-19 |       |       | 75–0  | 75-51     |
| 22 fev | 21:00 | UPCN/San Juan | 3–2    | Vivo/Minas               | 22-25 | 25-21 | 32-30 | 21-25 | 15-12 | 115–0 | 115-113   |

#### Classificação final de 3º e 4º Lugar
Resultado
- Horário UTC-03:00

| Data   | Hora  |            | Placar |                          | Set 1 | Set 2 | Set 3 | Set 4 | Set 5 | Total | Relatório |
| ------ | ----- | ---------- | ------ | ------------------------ | ----- | ----- | ----- | ----- | ----- | ----- | --------- |
| 23 fev | 17:30 | Vivo/Minas | 3– 0   | Boca Río Uruguay Seguros | 25-17 | 25-23 | 25-16 |       |       | 75–0  | 75-56     |

#### Finalistas
Resultado
- Horário UTC-03:00

| Data   | Hora  |               | Placar |               | Set 1 | Set 2 | Set 3 | Set 4 | Set 5 | Total | Relatório |
| ------ | ----- | ------------- | ------ | ------------- | ----- | ----- | ----- | ----- | ----- | ----- | --------- |
| 23 fev | 20:30 | Sada Cruzeiro | 3 – 2  | UPCN/San Juan | 23-25 | 23-25 | 25-20 | 25-19 | 18-16 | 114–0 | 114-103   |

## Premiação
| Campeonato Sul-Americano de Clubes de Voleibol Masculino de 2014 |
| Brasil                                                           |
| ---------------------------------------------------------------- |
| Sada Cruzeiro Campeão (2º título)                                |

## Classificação final
| Campeão | Vice-campeão | Terceiro lugar |
| Sada Cruzeiro Douglas Cordeiro William Arjona Wallace de Souza Serginho (L) Filipe Ferraz Yoandy Leal Paulo da Silva "PV" Éder Carbonera Isac Santos Luis Díaz Lucas Salim KaduTécnico:Marcelo Méndez | UPCN/San Juan José Sousa "Junior" Garroq (L) Théo Lopes Demián González Bogdan Olteanu Francisco Lloveras Martín Ramos Javier Filardi Nicolás Lazo Sebastian Fernandez Peres Lopes Lucas TellTécnico:Fabián Armoa | Vivo/Minas Henrique Randow Filip Rejlek Marcelo Elgarten Théo Lopes Maurício Borges Lucas Provenzano Léo Mineiro Otávio Pinto Lucas Lóh Rapha Thiago Franco Paese Evandro BatistaTécnico:Ricardo Picinin |

| 4 | Boca Río Uruguay Seguros   |
| 5 | Club ADO do Chile          |
| 6 | Nacional                   |
| 7 | Club Liga Nacional do Peru |
| 8 | ULa Salle                  |

## Prêmios individuais
A seleção do campeonato foi composta pelos seguintes jogadores:
- MVP (Most Valuable Player):  Wallace de Souza [6]